# Material

Dos materials diferents, comparats de manera macroscòpica, microscòpica i nanoscòpica respectivament, d'esquerra dreta

Un material és una substància sòlida amb estructura i propietats homogènies que s'utilitza per a la fabricació de productes, incloent habitatge, transport, vestits, comunicacions, alimentació, lleure i altres. Actualment disposem de l'ordre de desenes de milers de materials, naturals o desenvolupats artificialment, i les noves tecnologies de materials en creen de nous contínuament.
Des de l'antiguitat existeixen materials compostos que uneixen les propietats de dues o més substàncies, amb la qual cosa s'aconsegueix un material que té les propietats de dos elements. Hi ha també materials usats des de molt antic que es troben a la natura, com la pedra, la fusta, l'argila i el cuir; i de fet les primeres grans civilitzacions de la pre-història es coneixen amb el nom del material més emprat, per exemple edat de pedra, edat de ferro o edat del bronze. Altres grans grups de materials sòlids són els metàl·lics, els polímers (popularment, plàstics), els ceràmics (inclouen en vidre) i els semiconductors.

## Propietats

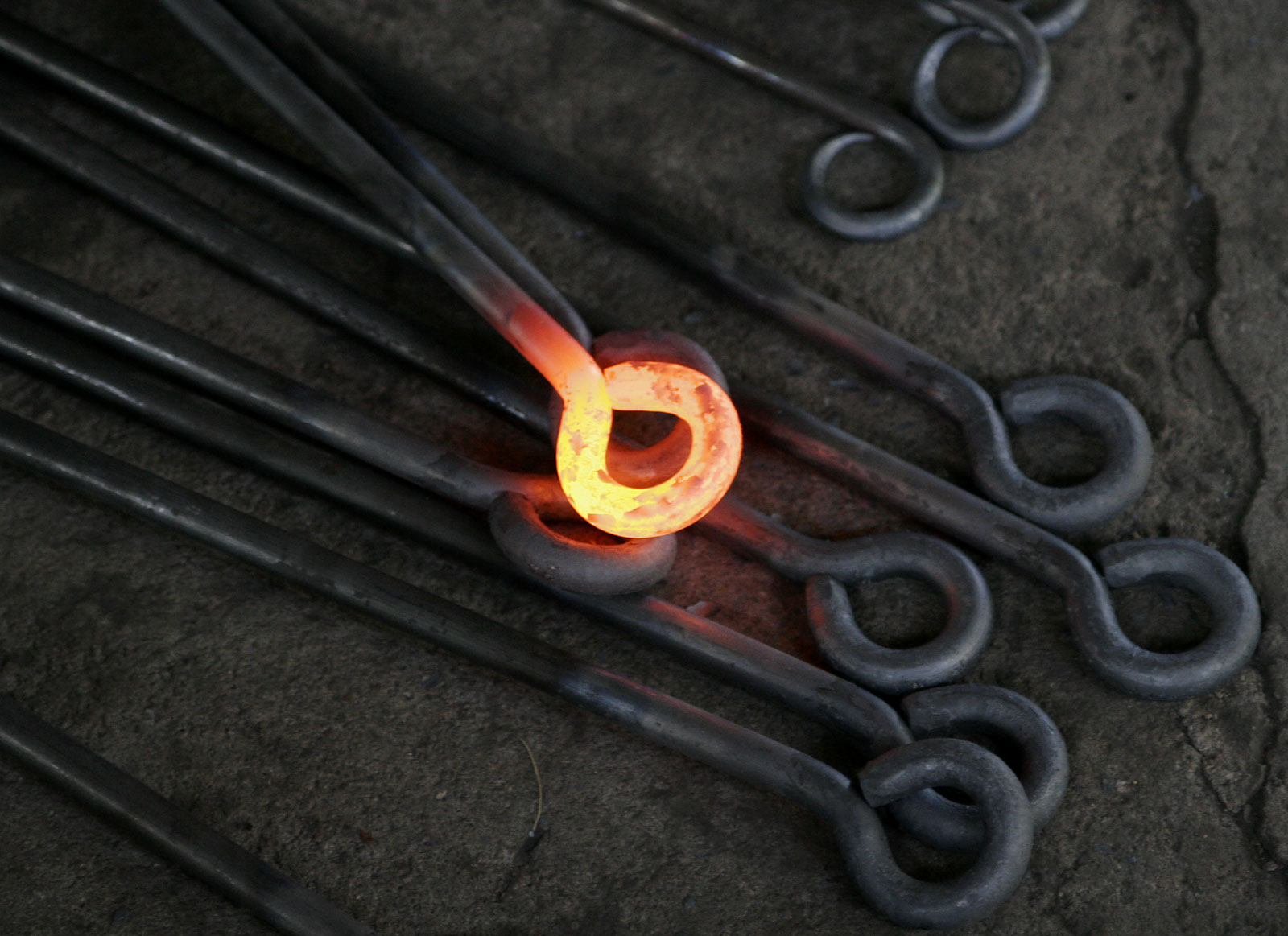
La incandescència és una propietat d'alguns materials que es pot observar a simple vista

Cada material té unes propietats que el diferencien de la resta i que determinen allò que se'n pot fer. Les propietats més importants dels materials sòlids es poden agrupar en grans categories: propietats mecàniques, elèctriques, tèrmiques, magnètiques, òptiques i químiques.

### Propietats mecàniques
Tenen a veure amb la conservació de les dimensions del sòlid rígid, amb la relació dels esforços exteriors al sòlid i els esforços interns, així com la relació entre deformacions i determinats tipus d'esforços.
Exemples de propietats mecàniques: Resistència a esforços, duresa, tenacitat i plasticitat. Moltes d'elles es mesuren amb "assajos" o proves normatives amb sòlids del material a estudiar.

### Propietats elèctriques
Es refereixen al comportament de diferents materials respecte a la mobilitat de càrregues pel seu interior. Conductivitat elèctrica, resistivitat, impedància… Algunes d'elles es mesuren directament amb aparells de mesura tradicionals com l'amperímetre, voltímetre i ohmmímetre.

### Propietats tèrmiques
Són propietats que influeixen en el comportament tèrmic o termodinàmic d'un material. Conductivitat tèrmica, calor específica, punts de canvi d'estat.

### Propietats magnètiques
Estan relacionades amb la reacció d'un material front a camps magnètics. També amb la creació d'un camp magnètic propi de manera natural.
Permeabilitat magnètica, resiliència magnètica. Ferromagnetisme.

### Propietats òptiques
Influeixen en l'absorció i transmissió d'ones electromagnètiques de l'espectre visible.

### Propietats químiques
Influeixen en el comportament d'un material a l'hora de reaccionar amb altres substàncies, de forma que hi hagin canvis en els enllaços moleculars.

## Classificació dels materials
Els materials es poden classificar en naturals o artificials, en sòlids i no-sòlids, els sòlids en simples o compostos, i els sòlids simples en metàl·lics, ceràmics i polímers.

## Tipus
Els materials es classifiquen en tres tipus bàsics: metalls, ceràmiques i polímers, i a vegades se'n considera un quart grup com és els compòsits. També s'ha afegit a la classificació els materials semiconductors.

### Metalls

Estructura química d'un metall. En vermell els nuclis dels àtoms, amb posició ordenada i fixa entre ells, i en blau els electrons, que es mouen lliurement entre les forats que queden entre els nuclis.

Els materials metàl·lics són combinacions d'elements químics metàl·lics, i inclouen metalls del grup químic dels metalls de transició amb més o menys puresa i tot tipus d'aliatges. Així, les seves propietats són a causa dels electrons deslocalitzats a la seva estructura química, és a dir, que són "compartits", sense pertànyer realment a cap àtom en concret. Acostumen a ser bons conductors de la calor i l'electricitat, presenten una lluentor típica (lluentor metàl·lica) quan estan polits, són opacs, deformables i resistents.

### Ceràmiques

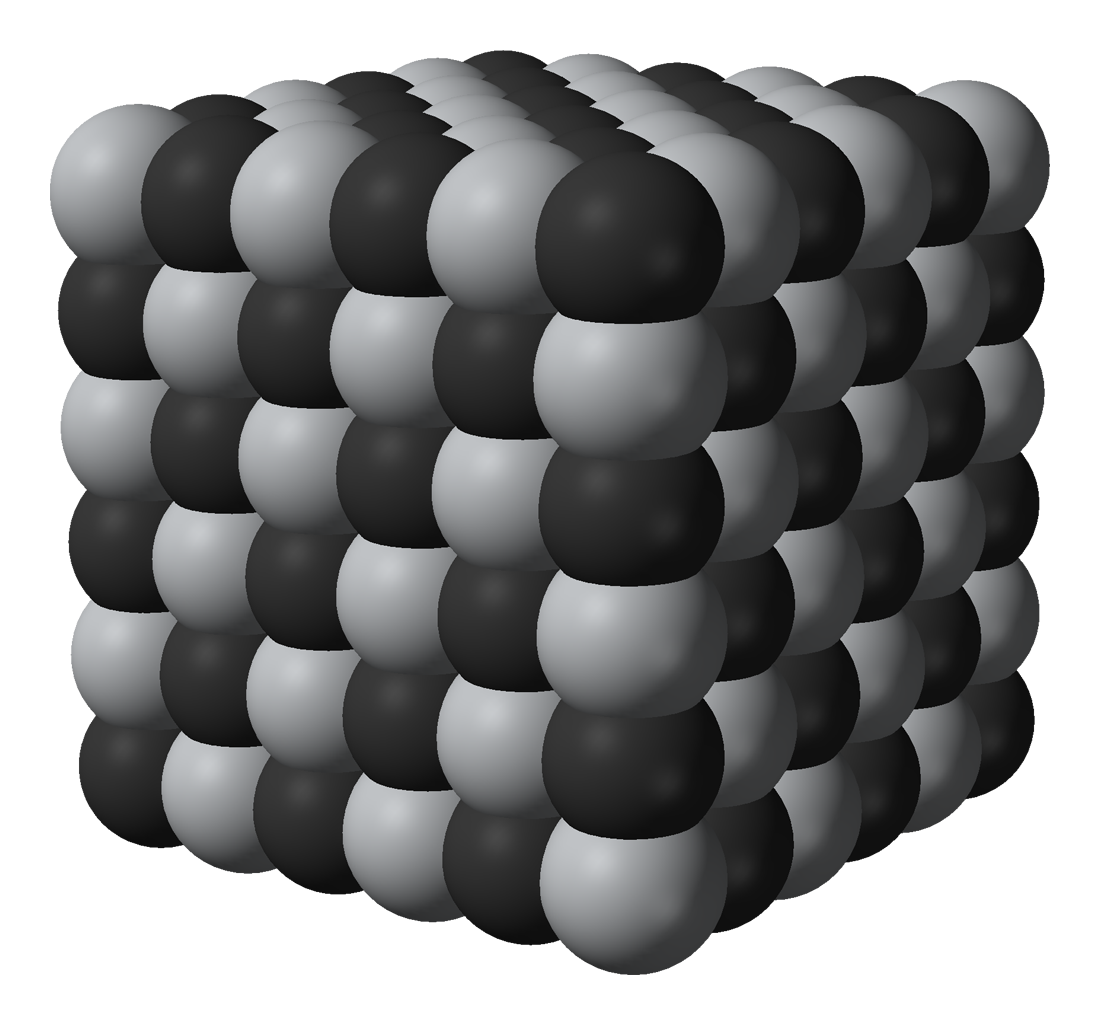
Exemple d'estructura cristal·lina d'un material ceràmic

Els materials ceràmics són les ceràmiques, incloent minerals d'argila, el marbre, el granit, vidre i ciment. Són compostos químics formats per parts no metàl·liques; òxids, nitrurs i carburs; amb elements químics metàl·lics (metalls). La seva estructura ja no té els electrons voltant lliurement entre tots els àtoms i, per tant, la conductivitat elèctrica i calorífica és menor que als metalls. La seva estructura fa que siguin materials durs, difícilment deformables, i fràgils, que es trenquen amb facilitat.
Són per tant bons aïllants elèctrics i tèrmics. A més, a altes temperatures o ambients agressius són més resistents que els metalls i que els polímers.

### Polímers

Estructura química d'un polímer

Els polímers són compostos orgànics formats per llargues molècules basades en cadenes d'àtoms de carboni, hidrogen i altres elements químics no-metalls. Inclouen tots els plàstics i el cautxú, per exemple. Es poden obtenir a partir del petroli. Per la seva estructura són molt flexibles i de poca densitat. Per les seves propietats es divideixen en termoplàstics i termoestables.

### Materials compostos
Els materials compostos són els materials formats per més d'un tipus de material, sovint en forma de dues o tres capes de materials diferents. Un exemple típic n'és la fibra de vidre, format per un filament de vidre, que aporta resistència mecànica, envoltat per un polímer, que li dona flexibilitat.

### Semiconductors
Els semiconductors són materials que tenen propietats elèctriques intermèdies entre els bons conductors i els aïllants. Les seves característiques elèctriques poden canviar molt amb la presència d'impureses. Les impureses són molt petites concentracions d'àtoms d'altres elements químics. És més necessari controlar-les. Amb aquests materials és fan els circuits integrats usats a l'electrònica.

## Assajos de materials
Per quantificar el comportament dels materials respecte alguna propietat cal sotmetre'ls a proves o assajos específics per cada propietat. Els assajos són procediments normalitzats que permeten conèixer i mesurar les propietats dels materials, els defectes dels productes elaborats i la resposta que presenten en determinades condicions de treball.